# Beuteltiere
Die Beuteltiere (Marsupialia, die Kronengruppe der Beuteltiere; die ausgestorbenen Vertreter der Stammgruppe einschließend spricht man auch von der Gruppe der Metatheria) oder Beutelsäuger, auch Marsupialier genannt, bilden eine Unterklasse innerhalb der Säugetiere (Mammalia). Sie unterscheiden sich von den Höheren Säugetieren oder Plazentatieren (Eutheria) unter anderem darin, dass die Jungtiere in einem sehr frühen, embryoartigen Stadium geboren werden und anschließend oft als passive Traglinge in einem Beutel der Mutter heranwachsen. Heute leben einerseits auf dem Kontinent Australien und in Südostasien östlich der Wallace-Linie und andererseits in Amerika zusammen ungefähr 320 Beuteltierarten und damit rund 6 Prozent aller rezenten Säugetierarten.

## Körperbau
Beuteltiere haben die für Säugetiere typischen Merkmale wie ein Fellkleid aus Haaren, die drei Gehörknöchelchen, das Zwerchfell und andere, die im Körperbau der Säugetiere beschrieben sind. Es gibt aber neben den auffälligen Unterschieden in der Gebärweise eine Reihe anatomischer Merkmale, die sie von den Höheren Säugern abgrenzen.

### Schädel und Zähne
Der Bau des Schädels weist einige Besonderheiten auf. Generell ist der Hirnschädel relativ klein und eng, was sich in einem im Vergleich zu Höheren Säugetieren mit gleicher Körpergröße kleineren – und einfacher gebauten – Gehirn widerspiegelt, welches u. a. kein Corpus callosum aufweist. Das Tränenloch (Foramen lacrimale) liegt vor der Orbita, das Jochbein ist vergrößert und erstreckt sich weiter nach hinten, und der Winkelfortsatz (Processus angularis) des Unterkiefers ist zur Mitte hin eingebogen. Ein weiteres Merkmal ist die Gaumenplatte, die im Gegensatz zu den Höheren Säugern stets mehrere Foramina (Öffnungen) aufweist.
Auch das Gebiss dieser Tiere unterscheidet sich in einigen Aspekten von dem der Plazentatiere: so haben alle Taxa mit Ausnahme der Wombats eine unterschiedliche Anzahl von Schneidezähnen im Ober- und Unterkiefer. Die frühen Beutelsäuger wiesen eine Zahnformel von 5/4-1/1-3/3-4/4 auf, das heißt, pro Kieferhälfte hatten sie fünf (Oberkiefer) bzw. vier (Unterkiefer) Schneidezähne, einen Eckzahn, drei Prämolaren (Vorbackenzähne) und vier Molaren (Backenzähne), insgesamt also 50 Zähne. Manche Taxa wie die Beutelratten weisen noch die ursprüngliche Zahnzahl auf, bei anderen Gruppen ist es ernährungsbedingt zu einer Reduktion der Anzahl der Zähne gekommen. Noch heute haben Beutelsäuger in vielen Fällen 40 bis 50 Zähne, also deutlich mehr als vergleichbare Plazentatiere. Auffällig dabei ist die hohe Anzahl von Schneidezähnen im Oberkiefer (bis zu zehn) und dass mehr Backenzähne als Vorbackenzähne vorhanden sind. Ein Zahnwechsel findet nur beim 3. Prämolaren statt, alle übrigen Zähne werden bereits als bleibende Zähne angelegt. Die Backenzähne erfahren nach ihrem Durchbruch eine horizontale Verlagerung, das heißt, dass diese im Lauf des Lebens nach vorne rücken und dort am stärksten abgenutzt sind.

### Übriger Körperbau
Im Skelett des übrigen Körpers gibt es wenig allgemeine Merkmale. Neben Details im Bau des Knöchels sind für diese Tiere vor allem die Beutelknochen (Ossa epubica) charakteristisch, zwei vom Schambein des Beckens nach vorne ragende Knochen. Da diese auch bei Männchen und bei beutellosen Arten vorhanden sind, geht man davon aus, dass diese Knochen ursprünglich nichts mit der Fortpflanzung zu tun hatten, sondern dem Muskelansatz für die Bewegung der hinteren Gliedmaßen dienten. Da auch die eierlegenden Ursäuger Beutelknochen aufweisen, wird vermutet, dass es sich dabei um ein ursprüngliches Säugetiermerkmal handeln könnte. Im Bau der Fortpflanzungsorgane unterscheiden sich die Beutelsäuger ebenfalls von den Höheren Säugetieren. Bei ihnen ist der Fortpflanzungstrakt verdoppelt: Weibchen haben zwei Uteri und zwei Vaginae, vor der Geburt bildet sich zwischen ihnen ein Geburtskanal, die Pseudovagina. Auch die Männchen besitzen einen gespaltenen oder doppelten Penis mit davorliegendem Scrotum.
Ein Beutel (Marsupium) ist bei etlichen, aber bei weitem nicht bei allen Arten vorhanden. Manche Beuteltiere besitzen einen permanenten Beutel, bei anderen entwickelt er sich nur während der Tragzeit, wieder andere Arten wie die Mausopossums sind beutellos, die Jungtiere sind dann nur durch Hautfalten oder im Fell der Mutter verborgen. Die Anordnung des Beutels ist variabel, um dem Nachwuchs je nach Lebensweise größtmöglichen Schutz zu gewähren. So haben die sich hüpfend fortbewegenden Kängurus die Beutelöffnung vorne, während viele andere auf allen vieren gehende oder kletternde Arten die Öffnung hinten haben. Meist besitzen nur weibliche Tiere einen Beutel, allerdings ist bei dem im Wasser lebenden Schwimmbeutler dieser auch bei Männchen vorhanden und dient dazu, beim Schwimmen oder schnellen Laufen den Hodensack darin unterzubringen.

### Allgemeines und Konvergenzen

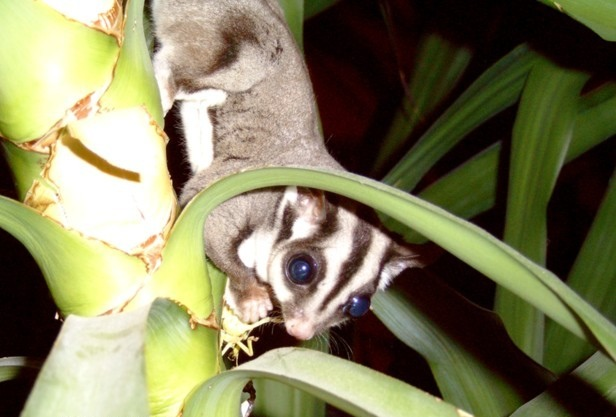
Der Kurzkopfgleitbeutler zählt zu den Beuteltieren, die mittels einer Membran Gleitflüge unternehmen können

Beuteltiere haben sich an unterschiedlichste Lebensräume angepasst, was sich in der großen Vielfalt in ihrem Körperbau niederschlägt. Als größtes lebendes Beuteltier gilt das Rote Riesenkänguru mit bis zu 1,8 Metern Höhe und 90 Kilogramm Gewicht, wobei allerdings ausgestorbene Gattungen wie Diprotodon deutlich größer und schwerer waren. Die kleinsten Vertreter dieser Gruppe sind die Flachkopf-Beutelmäuse, die oft nur 5 Zentimeter Kopfrumpflänge und 5 Gramm Gewicht erreichen.
Einige Arten zeigen erstaunliche Parallelen zu höheren Säugetieren und bilden Musterbeispiele für konvergente Evolution. So ähnelte der ausgestorbene Beutelwolf stark dem plazentalen Wolf. Eine Gleitmembran und die damit verbundene Fähigkeit zum Gleitflug hat sich sowohl bei manchen Beutelsäugern (zum Beispiel Gleithörnchenbeutler und Riesengleitbeutler) als auch einigen Höheren Säugetieren (zum Beispiel Gleithörnchen und Riesengleiter) unabhängig voneinander entwickelt. Manche Gruppen – etwa Beutelratten, Beutelmäuse oder Beutelmarder – deuten auch in ihrem Namen die Ähnlichkeit zu Plazentatieren an. Andere Gruppen wie die Kängurus sind hingegen gänzlich ohne plazentale Pendants.

## Verbreitung und Lebensräume

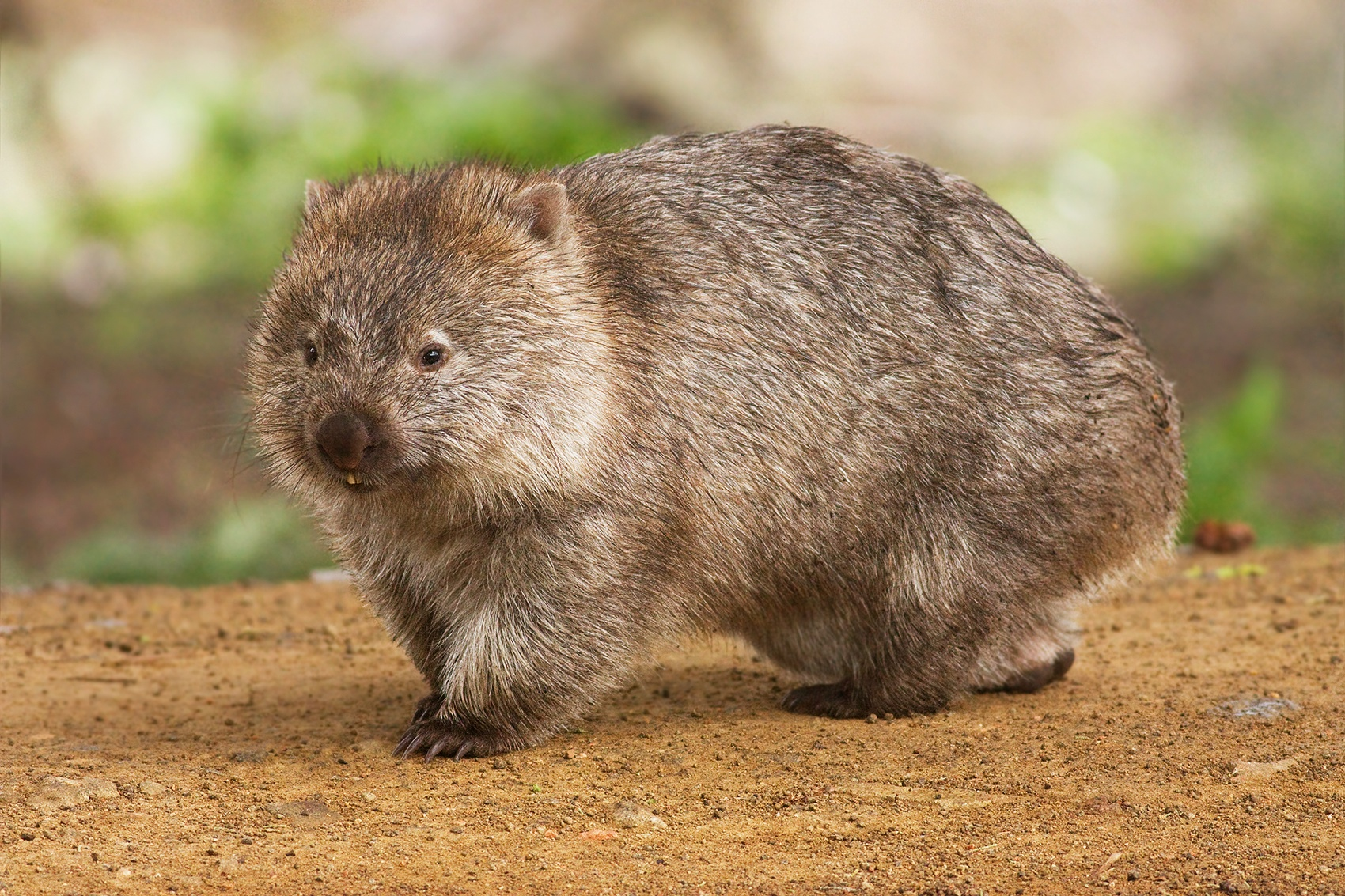
Nacktnasenwombat

Beuteltiere sind auf dem amerikanischen Kontinent und im australischen Raum einschließlich der südostasiatischen Inselwelt beheimatet. Innerhalb Amerikas leben die meisten Arten in Südamerika, einige Arten sind auch in Nord- und Mittelamerika verbreitet. Das nördlichste Verbreitungsgebiet hat das Nordopossum, das im Gefolge des Menschen sein Verbreitungsgebiet über Teile der USA und sogar Kanadas ausgedehnt hat.
Im australischen Raum sind die meisten Arten in Australien oder Neuguinea beheimatet. Auch im östlichen, kontinental zu Asien gehörenden Indonesien, von Sulawesi und den Molukken an ostwärts, gibt es Beuteltiere. Die Westgrenze ihres Verbreitungsgebietes im indonesischen Archipel wird als Wallace-Linie bezeichnet. Im Osten erstreckt sich ihr Verbreitungsgebiet bis zu den Salomonen; auf den übrigen Inseln des Pazifischen Ozeans gibt oder gab es, wie auch auf Neuseeland, ursprünglich keine Beutelsäuger.
Beuteltiere haben unterschiedlichste Lebensräume besiedelt: Sie finden sich in Wäldern, Grasländern, im gebirgigen Terrain und auch in Wüsten. Auffällig ist, dass sich bei diesen Tieren – im Gegensatz zu den Höheren Säugern – kaum Arten an das Wasser als Lebensraum angepasst haben, lediglich der Schwimmbeutler und in geringerem Ausmaß die Dickschwanzbeutelratte führen eine aquatische Lebensweise und sind mit Schwimmhäuten und wasserdicht verschließbarem Beutel für das Leben im Wasser gerüstet. Viele Arten sind Baumbewohner und zeigen mit opponierbarem Daumen und Greifschwanz gute Anpassungen an diesen Lebensraum, andere sind reine Bodenbewohner.

## Lebensweise
So vielfältig wie die Habitate der Beuteltiere sind auch ihre Lebensweisen, und es lassen sich kaum verallgemeinernde Aussagen treffen. Es finden sich sowohl tag- wie auch dämmerungs- oder nachtaktive, einzelgängerische und in Gruppen lebende Arten. Im Vergleich zu den Höheren Säugern ist ihr Sozialverhalten jedoch eher unterentwickelt. Viele Arten leben einzelgängerisch oder in lockeren Verbänden ohne dauerhafte Sozialstrukturen; Gruppen mit komplexen Rangordnungen gibt es nur selten.
Auch die Ernährungsweise variiert erheblich. Es gibt ausgesprochene Herbivoren (Pflanzenfresser) wie Kängurus, Wombats und Koalas sowie Omnivoren (Allesfresser) wie die Beutelratten und Nasenbeutler. Karnivoren (Fleischfresser) finden sich beispielsweise bei den Mausopossums und den Raubbeutlern. Nach dem Aussterben der großen karnivoren Arten wie Beutellöwe und Beutelwolf ist der Beutelteufel das größte heute noch lebende karnivore Beuteltier.

## Fortpflanzung

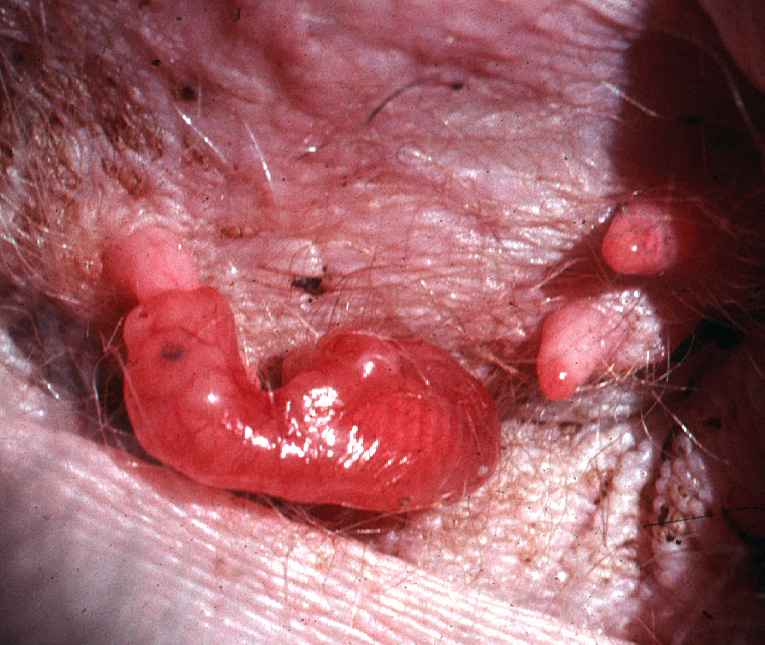
Neugeborenes Kängurubaby im Beutel der Mutter

Neben den oben beschriebenen Besonderheiten der Beuteltiere im Bau des Fortpflanzungstraktes unterscheiden sie sich auch in der Fortpflanzungsweise deutlich von den höheren Säugetieren. Die meisten Arten entwickeln keine echte Plazenta. Durch das Fehlen des Trophoblasten ist keine immunologische Barriere zwischen Keim und Mutter vorhanden, sodass die Tragzeit abgeschlossen sein muss, bevor die Immunabwehr der Mutter voll wirksam wird. Der Keim wird über einen Dottersack ernährt. Es gibt allerdings auch einige Arten, bei denen eine echte Plazenta vorhanden ist, darunter die Nasenbeutler oder der Koala. Die Trächtigkeitsdauer ist kurz, sie beträgt zwischen 11 und 43 Tagen. Am kürzesten ist sie bei der Schmalfußbeutelmaus Sminthopsis macroura mit nur 10,5 bis 11 Tagen.
Die Neugeborenen kommen durch einen zwischen den Vaginae liegenden Geburtskanal zur Welt, der bei vielen Arten eigens für die Geburt gebildet wird. Neugeborene Beuteltiere sind klein und im Vergleich zu den Höheren Säugetieren unterentwickelt. Das Gewicht des Wurfes beträgt stets weniger als 1 % des Gewichts der Mutter, die Babys der Rüsselbeutler wiegen gar nur fünf Milligramm und sind somit die kleinsten neugeborenen Säugetiere überhaupt. Neugeborene Beutelsäuger haben nur rudimentär entwickelte Organe; lediglich die Vordergliedmaßen sind gut entwickelt, da der Nachwuchs aus eigener Kraft zu den Zitzen der Mutter krabbeln muss.
Nicht alle Beuteltiere besitzen einen Beutel, in welchem sich die Zitzen befinden. Bei manchen Arten hängen die Jungtiere frei an der Zitze der Mutter, lediglich durch ihr Fell oder Hautfalten verborgen. Neugeborene klammern sich mit dem Mund an die Zitze und bleiben während der ersten Lebenswochen fix mit ihr verbunden. Die Säugezeit dauert im Vergleich zu den Höheren Säugetieren länger.
Früher wurde die Gebärweise der Beuteltiere als eine primitive, im Vergleich zu den Höheren Säugetieren unterentwickelte Methode betrachtet. Auch die Verdrängung mancher Beuteltiere durch eingeschleppte Höhere Säugetiere hat zu diesem Vorurteil beigetragen. Abgesehen davon, dass dieses „Fortschrittsvorurteil“ hin zur Entwicklung des Menschen in der modernen Systematik weitgehend abgelöst wurde und etliche Beuteltierarten ihr Verbreitungsgebiet sehr erfolgreich ausgedehnt haben, bietet die Fortpflanzungsmethode der Beuteltiere auch Vorteile: zum einen ist die für die Mutter anstrengende Tragzeit verkürzt, zum anderen kann weit schneller als bei Plazentatieren erneut ein Jungtier zur Welt gebracht werden, sollte das früher Geborene sterben. Nach Berechnungen von M. B. Renfree (zitiert nach Kemp, 2005) ist der komplette Energieaufwand der Mutter bei beiden Fortpflanzungsweisen nahezu gleich, bei den Beutelsäugern ist er aber über einen längeren Zeitraum verteilt. Demzufolge seien Höhere Säugetiere besser an eine Fortpflanzung unter klimatisch ungünstigen Verhältnissen angepasst, bei denen nur über kurze Zeit ausreichend Nahrung vorhanden ist.

## Entwicklungsgeschichte
Nach Meinung der meisten Wissenschaftler haben Beutel- und Höhere Säugetiere einen gemeinsamen Vorfahren, das gemeinsame Taxon wird Theria genannt und bildet das Schwestertaxon der eierlegenden Ursäuger (Protheria). Einige Forscher vertreten jedoch die Theorie, Beutel- und Ursäuger bilden ein gemeinsames Taxon, Marsupionta, welches das Schwestertaxon der Höheren Säuger sei. Diese Theorie wird mit gewissen molekulargenetischen Übereinstimmungen begründet, ist jedoch eine Minderheitenmeinung.

### Ursprung und frühe Vertreter

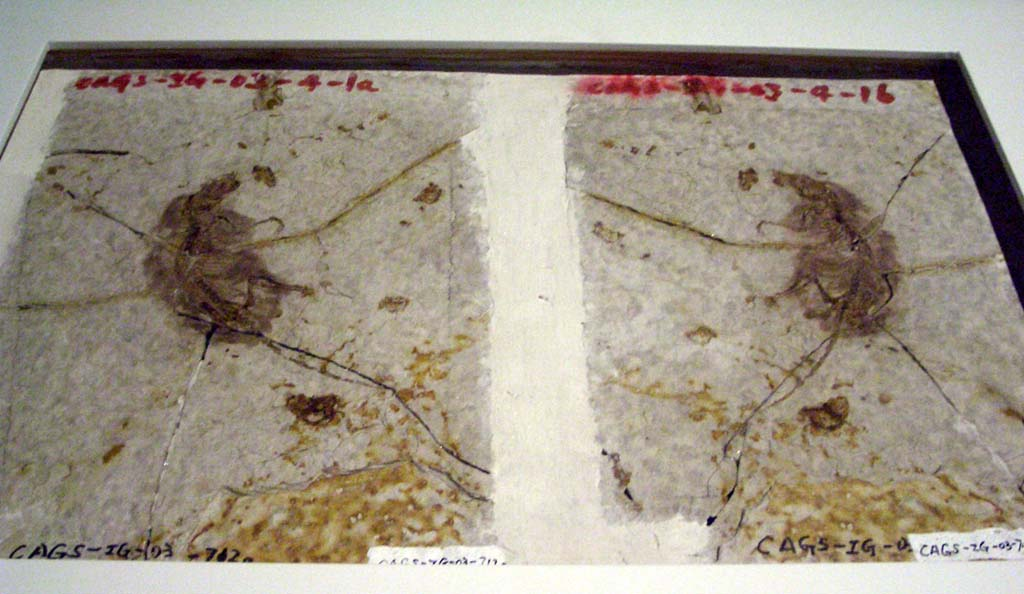
Fossil des ca. 15 cm langen Baumbewohners Sinodelphys szalayi, das älteste bis heute bekannte Beuteltier

Bis vor kurzem waren Beuteltiere des Mesozoikums nur aus Nordamerika bekannt, und man hielt diesen Kontinent lange Zeit für den Ursprungsort dieser Gruppe. Funde in Ostasien aus jüngster Zeit widersprechen jedoch dieser Theorie. Als ältester bekannter Vertreter gilt die rund 125 Millionen Jahre alte Art Sinodelphys szalayi, deren Überreste in der chinesischen Provinz Liaoning gefunden wurden. Sinodelphys szalayi ist jedoch nicht der unmittelbare Vorfahre der heutigen Beuteltiere, sondern einer größer gefassten Gruppe, die einige wenig bekannte ausgestorbene asiatische Taxa wie die Deltatheroida und die Asiadelphia mit einschließt.

### Nordamerika, Eurasien und Afrika
Nachfahren dieser frühesten Entwicklungslinie müssen danach in Nordamerika eingewandert sein. Von diesem Kontinent stammen die weitaus meisten Funde der Kreidezeit, die auch die Vorfahren aller heute lebenden Beuteltiere enthalten. Als einer der frühesten bekannten nordamerikanischen Vertreter gilt Kokopellia juddi, dessen Alter auf rund 100 Millionen Jahre geschätzt wird. Im Anschluss kam es zu einer großen Radiation, aus der Oberkreide Nordamerikas sind mehrere Familien bekannt. Mit Alphadon lebte auch schon ein Vertreter der heutigen Beutelratten, auch frühe Formen der Ordnung der Paucituberculata, die bis heute in den Mausopossums weiterlebt, wurden gefunden.

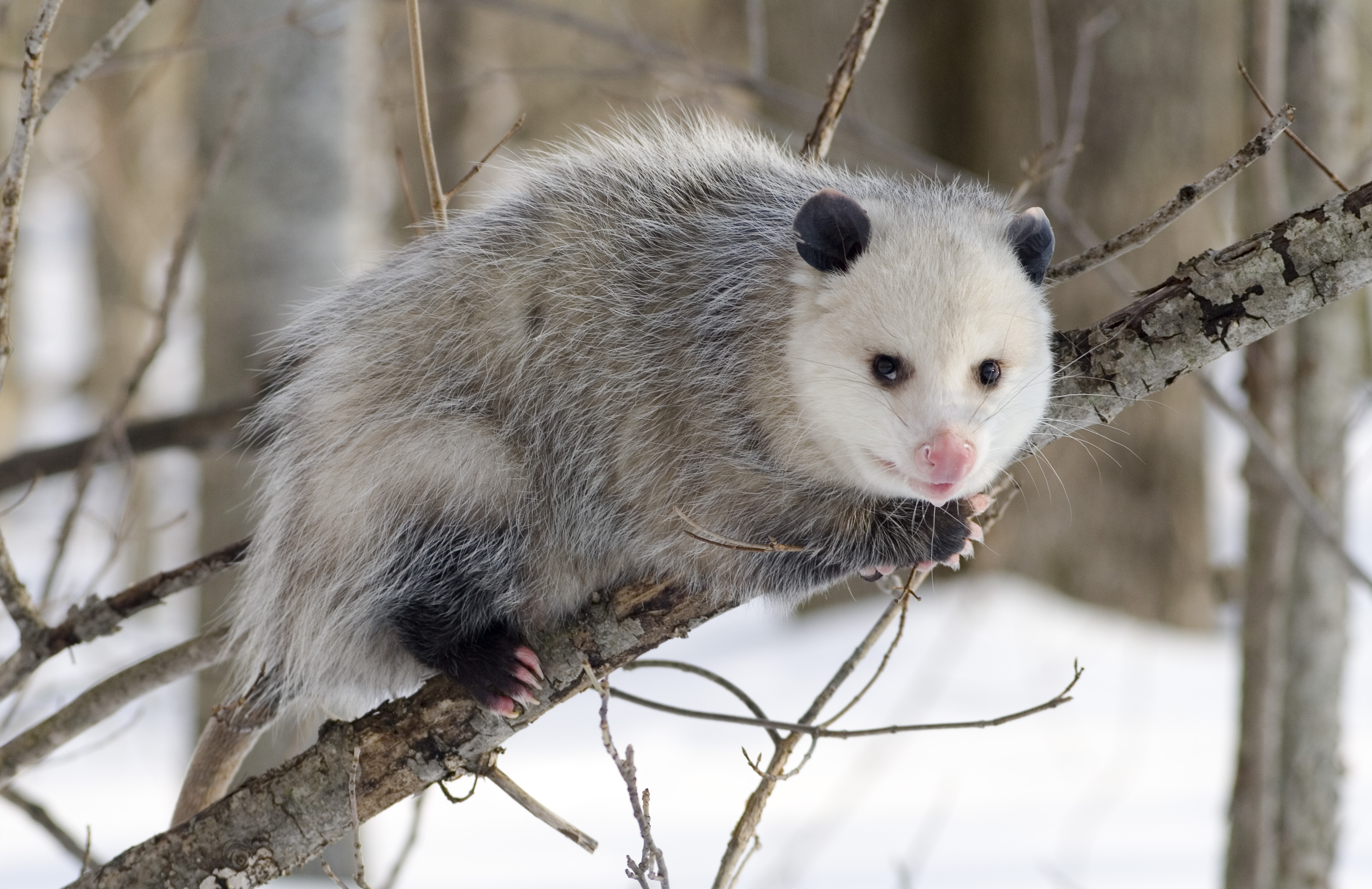
Das Nordopossum ist das Beuteltier mit der nördlichsten Verbreitung

Die nordamerikanischen Beuteltiere starben am Ende des Mesozoikums weitgehend aus, vermutlich verursacht durch die Einwanderung plazentaler Säugetiere aus Asien. Im Känozoikum gab es nur noch sehr wenige Gattungen (aus der Familie der Peradectidae), doch spätestens im Miozän waren auch diese Formen ausgestorben. Erst vor etwa 3 Millionen Jahren, als sich im späten Pliozän mit dem Isthmus von Panama eine Landbrücke zwischen Nord- und Südamerika bildete, konnten in dem darauf folgenden Großen Amerikanischen Faunenaustausch südamerikanische Beuteltiere (Beutelratten) in das nördliche Amerika einwandern.
Vertreter der Peradectidae und Herpetotheriidae breiteten sich im Känozoikum auch nach Afrika, Europa und Asien aus. Dieser Vorgang beschränkte sich jedoch auf einige wenige Arten, die sich nicht dauerhaft etablieren konnten. Der spärliche Fossilbericht aus Asien umfasst nur einige wenige Funde aus dem östlichen und südöstlichen Teil des Kontinentes und endet im ausgehenden Unteren Miozän. In Afrika traten Beuteltiere ebenfalls eher selten auf, bedeutende paläogene Funde sind aus dem Ouled-Abdoun-Becken in Marokko und aus dem Fayyum in Ägypten belegt. Die bisher jüngsten Funde stammen aus dem östlichen Afrika und datieren möglicherweise in den Übergang vom Unteren zum Mittleren Miozän. Deutlich umfangreicheres Fossilmaterial ist aus Europa dokumentiert, hervorzuheben sind etwa die Reste aus der Grube Messel und dem Geiseltal, beides in Deutschland. Die Beuteltiere verschwanden hier wohl im Mittleren Miozän mit ihren bisher spätesten Nachweisen im südlichen Mitteleuropa. Seitdem gibt es in Europa, Asien und Afrika keine Beuteltiere mehr.

### Südamerika
Wann genau die Beuteltiere Südamerika erreichten, ist nicht bekannt. Die ersten zweifelsfrei dieser Gruppe zuordenbaren Funde stammen aus dem frühen Paläozän („Tertiär“). Da Südamerika während eines Großteils des Känozoikums von den übrigen Kontinenten getrennt war, entwickelte sich dort eine einzigartige Fauna, zu der auch drei Ordnungen von Beuteltieren zählten. Dies waren zum einen die Beutelratten (Didelphimorphia), zum anderen die Paucituberculata, die einen großen Artenreichtum entwickelten und heute nur noch in Form der Mausopossums überleben. Die dritte Gruppe waren die heute ausgestorbenen Sparassodonta, auch „Beutelhyänen“ genannt, die neben den Terrorvögeln (Phorusrhacidae) und terrestrischen Krokodilen (Sebeciden) die einzigen größeren Fleischfresser dieses Kontinents darstellten. Der bekannteste Vertreter der Sparassodonta ist wohl der säbelzahnkatzenähnliche Thylacosmilus.
Viele Beuteltierarten in Südamerika starben gemeinsam mit anderen endemischen Säugetierarten aus, als Süd- und Nordamerika vor rund 2,5 Millionen Jahren durch die Landbrücke Mittelamerikas verbunden wurden und Arten aus dem Norden in den Süden einströmten. Allerdings konnten einige Beuteltierarten im Anschluss daran ihr Verbreitungsgebiet nach Mittel- beziehungsweise Nordamerika ausdehnen.

### Antarktis
Auch wenn es bislang nur wenige Fossilienfunde gibt, steht doch weitgehend außer Zweifel, dass der antarktische Kontinent im Känozoikum bis zu seiner Vereisung eine reiche Beuteltierfauna beherbergte. Die einzigen Funde wurden auf der Seymour-Insel vor der Antarktischen Halbinsel gemacht und stammen aus dem mittleren oder späten Eozän. Die gefundenen Arten sind mit den damals in Südamerika lebenden Tieren verwandt, paläobiogeographisch ist diese Verbindung gut belegt, da die Drakestraße (die heute zwischen Südamerika und der Antarktis liegt) erst vor rund 35 bis 30 Millionen Jahren entstand. Im Zuge der damit verbundenen Entstehung des Antarktischen Zirkumpolarstroms kam es zur Vereisung der Antarktis und zum Aussterben aller dort lebenden Landsäugetiere.

### Australien

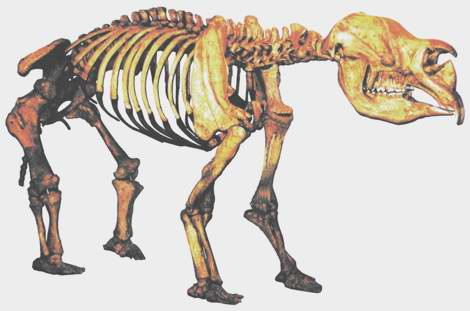
Skelett von Diprotodon optatum, eines vor rund 50.000 Jahren ausgestorbenen, riesigen Beuteltieres

Die Beuteltiere in Australien stammen laut einer DNA-Untersuchung aus dem Jahr 2010 von einem Beuteltier aus Südamerika ab, das dort vor 50 Mio. Jahren einwanderte. Die ältesten Beuteltierfunde stammen aus Murgan im südöstlichen Queensland und werden der Tingamarra-Lokalfauna zugewiesen, benannt nach Tingamarra, einem den Stammhuftieren ähnlichen, aber mit ihnen nicht verwandten Tier. Diese Fauna wird auf das frühe Eozän datiert und ist laut einer mittels Kalium-Argon-Datierung vorgenommenen Messung 54,6 Millionen Jahre alt. Da die Funde aber weitgehend aus Kieferfragmenten und Zähnen bestehen, ist eine systematische Zuordnung schwierig. Danach klafft erneut eine große Lücke im Fossilbericht. Erst aus der Zeit des späten Oligozäns (vor rund 25 Millionen Jahren) gibt es wieder Funde. Aus dieser Epoche und aus dem Miozän sind dann Vorfahren der meisten der heutigen Familien bekannt. Gänzlich ausgestorbene Gruppen gibt es kaum. Bis auf die durch ihre auffallenden Zähne charakterisierte Gattung Yalkaparidon lassen sich alle Funde in eine der heutigen vier in Australien lebenden Ordnungen (siehe unten) eingliedern. Bis zur Ankunft des Menschen sind Beutelsäuger in Australien die dominante Säugergruppe geblieben, außer einigen Vertretern der Fledertiere und der Altweltmäuse konnten sich keine Höheren Säugetiere dort etablieren.
Im Zeitraum von vor 51.000 bis vor 38.000 Jahren kam es in Australien zu einem Massenaussterben von Großsäugern. Davon betroffen waren unter anderem die riesenhaften Diprotodonten, drei Meter hohe Kängurus wie Procoptodon oder Beutellöwen wie Thylacoleo carnifex. Dieses Phänomen war allerdings nicht auf Australien beschränkt; es kam nahezu weltweit zu einem Aussterben der Großsäuger am Ende des Pleistozäns (siehe auch den betreffenden Abschnitt unter Säugetiere). Über die Ursachen dieses Aussterbens gibt es eine heftige Kontroverse zwischen Vertretern der Overkill-Hypothese, die die Bejagung durch den Menschen dafür verantwortlich machen, und anderen Forschern, die in klimatischen Veränderungen während der Eiszeiten die Schuld suchen. Für die Overkill-Hypothese spricht, dass ähnliche Vorgänge auch auf anderen Kontinenten beobachtet wurden, dass das Aussterben zeitgleich ungefähr mit der Besiedlung Australiens durch den Menschen korreliert und dass bei keinem anderen Aussterbevorgang eine derartige Einschränkung auf die Körpergröße gefunden wurde. Gegner der Bejagungshypothese wenden ein, die primitiven Jagdmethoden und die geringe Bevölkerungsdichte der frühen Menschen hätten keinen so großen Einfluss auf die Populationsgröße haben können und verweisen auf Kälte und Dürre, bedingt durch die Vergletscherung großer Teile der Erde. In jüngerer Zeit mehren sich die Thesen, dass eine Vermischung beider Faktoren die Schuld am Massenaussterben trage. So sei für die durch klimatische Veränderungen bereits in Mitleidenschaft gezogenen Populationen die Jagd der ausschlaggebende Faktor für die Ausrottung gewesen.

## Innere Systematik

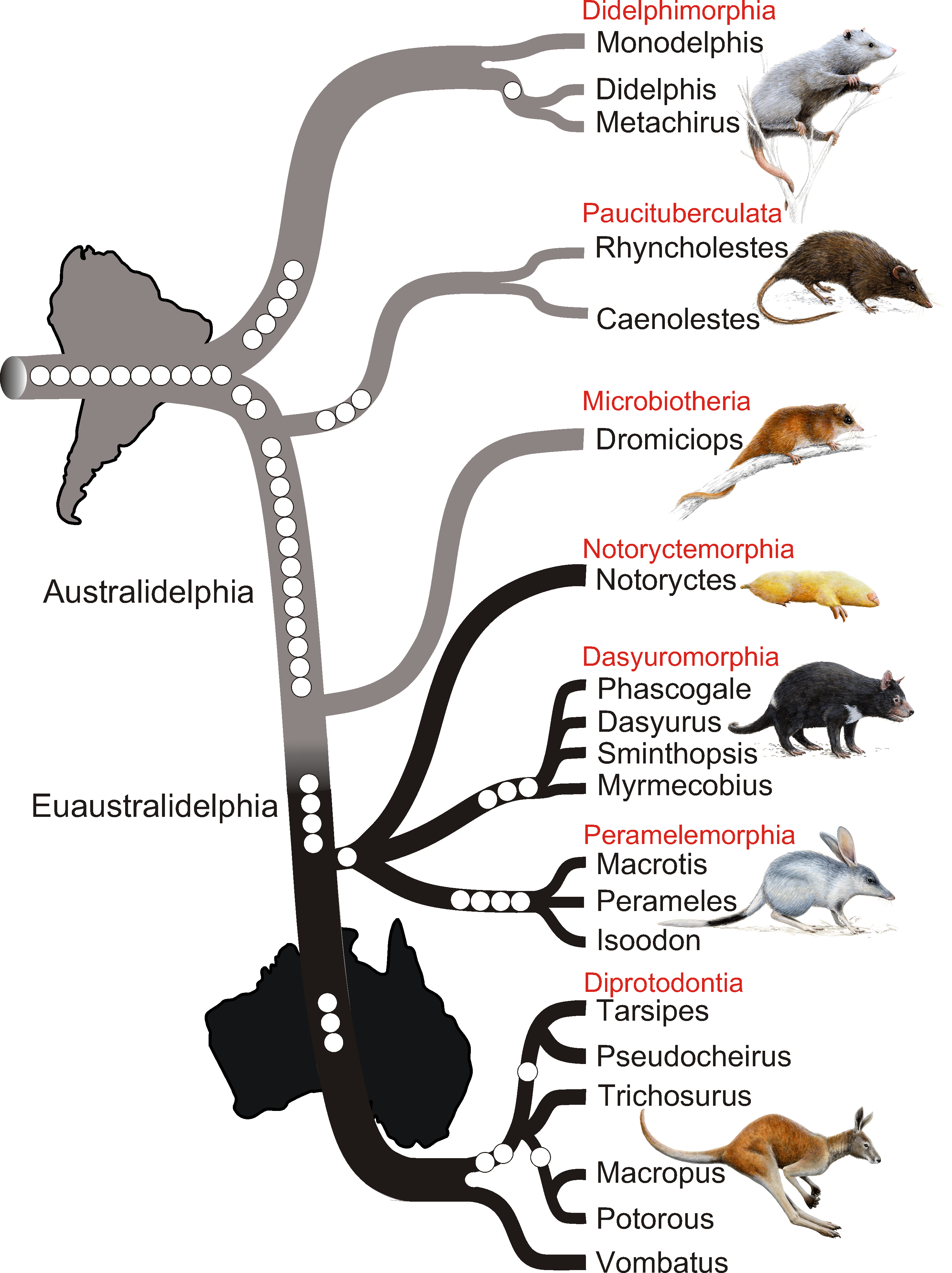
Phylogenetischer Baum der Beuteltiere

In früheren Systematiken wurden alle Beuteltiere in einer einzigen Ordnung, Marsupialia, zusammengefasst. Die moderne Forschung differenziert stärker und teilt sie in sieben Ordnungen, von denen fünf zu einer Überordnung zusammengefasst werden können.
- Die Beutelratten (Didelphimorphia) sind die vielleicht urtümlichste Beuteltiergruppe. Von den rund 110 Arten sind die Opossums die wohl bekanntesten.
- Die Mausopossums (Caenolestidae) sind die einzigen rezenten Vertreter der einst formenreichen Ordnung der Paucituberculata. Sie leben im westlichen Südamerika und weisen im Körperbau und der Lebensweise Ähnlichkeiten mit den Spitzmäusen auf.
- Die Australidelphia bestehen aus fünf Ordnungen und fassen die im australischen Raum lebenden Arten sowie Dromiciops aus Chile zusammen:
  - Die Gattung Dromiciops aus dem südlichen Südamerika, der einzige rezente Vertreter der Ordnung Microbiotheria und ist näher mit den australischen als mit den übrigen amerikanischen Beuteltieren verwandt.
  - Die Beutelmulle (Notoryctemorphia) setzen sich aus nur zwei Arten zusammen. Sie weisen in Körperbau und Lebensweise Ähnlichkeiten mit den Maulwürfen auf.
  - Die Raubbeutlerartigen (Dasyuromorphia) sind überwiegend fleischfressende Tiere. Zu ihnen zählen unter anderem die Beutelmarder, die Beutelmäuse, der Beutelteufel, der Numbat (Ameisenbeutler) und der im 20. Jahrhundert ausgestorbene Beutelwolf.
  - Die Nasenbeutler oder Bandikuts (Peramelemorphia) sind eine relativ artenarme Gruppe bodenbewohnender allesfressender Tiere.
  - Die Diprotodontia sind die arten- und formenreichste Gruppe. Sie werden anhand morphologischer Merkmale der Zähne und Zehen zusammengestellt und fassen unter anderem die Kängurus, die Wombats, den Koala und mehrere Familien gleitender oder baumbewohnender Beutelsäuger zusammen. Auch mehrere ausgestorbene Gruppen wie die Diprotodonten oder die Beutellöwen werden zu den Diprotodontia gerechnet.

Die Verwandtschaftsverhältnisse innerhalb der Beuteltiere sind immer noch umstritten und Gegenstand wissenschaftlicher Diskussionen. Als gesichert gilt, dass die Beutelratten das Schwestertaxon aller übrigen Beuteltiere sind. Das kommt in folgendem Diagramm zum Ausdruck:
| N.N. | \| \| Mausopossums (Paucituberculata) \| \| \| \| \| \| Australidelphia \| \| \| \| |
|      | \| \| Mausopossums (Paucituberculata) \| \| \| \| \| \| Australidelphia \| \| \| \| |
|      | Beutelratten (Didelphimorphia)                                                      |
|      |                                                                                     |
|      | Mausopossums (Paucituberculata)                                                     |
|      |                                                                                     |
|      | Australidelphia                                                                     |
|      |                                                                                     |

|  | Mausopossums (Paucituberculata) |
|  |                                 |
|  | Australidelphia                 |
|  |                                 |

Die Australidelphia sind höchstwahrscheinlich monophyletisch, das heißt, sie umfassen alle Nachkommen eines gemeinsamen Vorfahren. Über die Abstammungslinien innerhalb dieser Gruppe herrscht Unklarheit. Heather Amrine-Madsen präsentierte 2003 anhand molekulargenetischer Vergleiche folgendes Kladogramm (zitiert nach Kemp, 2005):
|      | Nasenbeutler (Peramelemorphia)                                                                        |
|      | |
| N.N. | \| \| Beutelmulle (Notoryctemorphia) \| \| \| \| \| \| Raubbeutlerartige (Dasyuromorphia) \| \| \| \| |
|      | \| \| Beutelmulle (Notoryctemorphia) \| \| \| \| \| \| Raubbeutlerartige (Dasyuromorphia) \| \| \| \| |
|      | Beutelmulle (Notoryctemorphia)                                                                        |
|      | |
|      | Raubbeutlerartige (Dasyuromorphia)                                                                    |
|      | |

|  | Beutelmulle (Notoryctemorphia)     |
|  |                                    |
|  | Raubbeutlerartige (Dasyuromorphia) |
|  |                                    |

|      | Nasenbeutler (Peramelemorphia)                                                                        |
|      | |
| N.N. | \| \| Beutelmulle (Notoryctemorphia) \| \| \| \| \| \| Raubbeutlerartige (Dasyuromorphia) \| \| \| \| |
|      | \| \| Beutelmulle (Notoryctemorphia) \| \| \| \| \| \| Raubbeutlerartige (Dasyuromorphia) \| \| \| \| |
|      | Beutelmulle (Notoryctemorphia)                                                                        |
|      | |
|      | Raubbeutlerartige (Dasyuromorphia)                                                                    |
|      | |

|  | Beutelmulle (Notoryctemorphia)     |
|  |                                    |
|  | Raubbeutlerartige (Dasyuromorphia) |
|  |                                    |

|      | Nasenbeutler (Peramelemorphia)                                                                        |
|      | |
| N.N. | \| \| Beutelmulle (Notoryctemorphia) \| \| \| \| \| \| Raubbeutlerartige (Dasyuromorphia) \| \| \| \| |
|      | \| \| Beutelmulle (Notoryctemorphia) \| \| \| \| \| \| Raubbeutlerartige (Dasyuromorphia) \| \| \| \| |
|      | Beutelmulle (Notoryctemorphia)                                                                        |
|      | |
|      | Raubbeutlerartige (Dasyuromorphia)                                                                    |
|      | |

|  | Beutelmulle (Notoryctemorphia)     |
|  |                                    |
|  | Raubbeutlerartige (Dasyuromorphia) |
|  |                                    |

|      | Nasenbeutler (Peramelemorphia)                                                                        |
|      | |
| N.N. | \| \| Beutelmulle (Notoryctemorphia) \| \| \| \| \| \| Raubbeutlerartige (Dasyuromorphia) \| \| \| \| |
|      | \| \| Beutelmulle (Notoryctemorphia) \| \| \| \| \| \| Raubbeutlerartige (Dasyuromorphia) \| \| \| \| |
|      | Beutelmulle (Notoryctemorphia)                                                                        |
|      | |
|      | Raubbeutlerartige (Dasyuromorphia)                                                                    |
|      | |

|  | Beutelmulle (Notoryctemorphia)     |
|  |                                    |
|  | Raubbeutlerartige (Dasyuromorphia) |
|  |                                    |

Andere Ansätze fassen hingegen die Nasenbeutler und Diprotodontia zu einem Taxon Syndactyli zusammen, was morphologisch durch die zusammengewachsene zweite und dritte Zehe der hinteren Gliedmaßen unterstützt wird, aber möglicherweise nur eine Analogie darstellt. Wieder andere Untersuchungen stellen die Microbiotheria und die Diprotodontia in eine gemeinsame Abstammungslinie und sehen die Nasenbeutler als Schwestertaxon der übrigen Australidelphia. Eine allgemein anerkannte phylogenetische Systematik der Beutelsäuger gibt es also nicht. Erschwert wird der Versuch einer Systematisierung durch große Lücken im Fossilienbestand – so gibt es beispielsweise von den australischen Arten zwischen der Zeit vor 55 Millionen Jahren und der Zeit vor 25 Millionen Jahren, als die heutigen Ordnungen bereits weitgehend herausgebildet waren, bislang keinerlei Funde.

## Mensch und Beuteltiere

Der Schweinsfuß-Nasenbeutler ist Anfang des 20. Jahrhunderts ausgestorben

Wie viele andere Säugetiere sind auch etliche Beuteltierarten von verschiedenen Völkern wegen ihres Fleisches und Felles gejagt worden. Inwieweit diese Bejagung hauptverantwortlich für das Aussterben australischer Großsäuger im Pleistozän ist, ist umstritten (siehe oben).
Die australischen Beuteltiere wurden nach Ankunft der weißen Siedler im 19. Jahrhundert stark in Mitleidenschaft gezogen. Die Bejagung, die Zerstörung ihres Lebensraums durch Umwandlung in landwirtschaftlich genutzte Gebiete und die Konkurrenz durch freigesetzte Tiere (wie Füchse, Kaninchen und Hauskatzen) gefährden zahlreiche Arten. Einige Beutelsäuger sind ausgestorben, darunter vier Känguruarten, zwei Rattenkänguruarten, sieben Nasenbeutlerarten und der Beutelwolf. Viele weitere Arten bewohnen nur noch einen Bruchteil ihres ursprünglichen Verbreitungsgebietes und gelten als bedroht. Andere Arten haben mit den Veränderungen besser umgehen können: die Kusus sind als Kulturfolger heute verbreiteter denn je und auch die Riesenkängurus zählen zu den weiterverbreiteten Tieren.
Etwas besser ist die Situation der Beuteltiere in Amerika, wenngleich auch hier viele vorwiegend waldbewohnende Arten durch die Waldrodungen gefährdet sind. Das Nordopossum hat im Zuge der Besiedlung des Kontinents durch die Weißen sein Verbreitungsgebiet erweitern können und findet sich heute auch in weiten Teilen der USA und sogar in Kanada.